# Mas Campas
El Mas Campas és una masia de l'Esquirol (Osona) inclosa a l'Inventari del Patrimoni Arquitectònic de Catalunya.

## Descripció
Masia de planta rectangular construïda aprofitant el desnivell i assentada damunt la roca. És de planta rectangular i presenta diversos trams constructius. El sector de migdia hi ha una arcada que condueix a les corts del bestiar. A nivell del primer pis, on hi ha diverses llindes datades al segle xviii, hi ha uns porxos sostinguts per pilars de pedra. A la part baixa hi ha un gros contrafort que sosté el mur de la casa, al mateix indret hi ha restes d'un antic portal amb llinda de fusta. Al davant del portal principal s'hi forma la lliça. A pocs metres de la casa s'hi està construint una casa nova.

## Història
Antic mas del terme i parròquia de Corcó registrat al fogatge de 1553. Aleshores habitava el mas en Pere Campas. El mas fou reformat el segle xviii com indiquen llindes de portals i finestres, algunes de les quals presenten decoracions conopials i d'altres. Malgrat l'interès i l'antiguitat del mas actualment es troba abandonat.